# Extraliga ragby XV
Extraliga Ragby XV je nejvyšší ragbyová liga mužů v Česku. Tato soutěž vznikla v sezoně 1993/94 jako zástupce československé ligy. V současnosti ji hraje 8 družstev. Výkonnostně nižší soutěží je 1. liga Ragby XV, která je rozdělená na oblast Čechy a Morava a některé týmy jsou poskládány z hráčů více klubů.

## Historie
První oficiální mistrovská soutěž se začala hrát v roce 1929. Jejími účastníky byly ragbyové oddíly SK Slavia Praha (vítěz), AC Sparta Praha, ŠK Slavia Bratislava, VSK Praha a VS Brno. Začátky nebyly jednoduché. Sport se potácel s nedostatkem zájmu veřejnosti i financí. Vše vyvrcholilo v polovině 30. let, kdy většina klubů byla rozpuštěna a mistrovství zrušeno.
K obnovení pořádání pravidelného mistrovství Československa došlo až v roce 1947. Od roku 1950 se začala soutěž hrát ligovým způsobem.
V roce 1993 rozdělením Československa nebyla ligová soutěž nijak ovlivněna, jelikož na Slovensku v té době nebyl jediný ragbyový klub.
V sezóně 1995/96 byl s cílem zkvalitnění mistrovství republiky mužů snížen počet účastníků na osm. Soutěž byla rozdělena na základní část a nádstavba rozdělila týmy na dvě skupiny – finálovou a o udržení.
V roce 2020 nebyla soutěž dohrána kvůli pandemii covidu-19. Následující rok se odehrála mistrovská soutěž pouze jednokolově bez nádstavby.

### Názvy
- Mistrovství Československa v ragby (1929–?)
- 1. liga (?–1991)
- Extraliga (1991–2002)
- KB Extraliga (2002–2015)
- Extraliga Ragby (2015–2019)
- 1. liga Ragby XV (2019)
- Extraliga Ragby XV (od 2021)

## Vítězové československé a české ligy

### Československo (1929–1993)
| Sezóna                                                       | Mistr                    | 2. místo                          | 3. místo                           |
| 1929/30                                                      | SK Slavia Praha          | ŠK Slavia Bratislava              | AC Sparta Praha                    |
| 1930/31                                                      | SK Slavia Praha          | AC Sparta Praha                   | VS Brno                            |
| 1931/32                                                      | AC Sparta Praha          | SK Slavia Praha                   | VS Brno                            |
| 1932/33                                                      | SK Slavia Praha          | AC Sparta Praha                   | VS Studentská kolonie              |
| 1933/34                                                      | SK Slavia Praha          | AC Sparta Praha                   | VS Studentská kolonie              |
| 1934/35                                                      | SK Slavia Praha          | AC Sparta Praha                   | VS Studentská kolonie              |
| 1935/36                                                      | SK Slavia Praha          | AC Sparta Praha                   | VS Studentská kolonie              |
| Pravidelná oficiální soutěž se v období 1937 – 1946 nehrála. |                          |                                   |                                    |
| 1947/48                                                      | LTC Praha                | SK Slavia Praha                   | Sokol Brno I.                      |
| 1948/49                                                      | ATK Praha                | ZSJ Textilia Praha (LTC)          | ZSJ Bratrství Sparta Praha         |
| 1949/50                                                      | Sokol Brno I.            | ZSJ Dynamo Slavia Praha           | ZSJ Textilia Praha                 |
| 1950/51                                                      | ATK Praha                | ZSJ Spartak Auto Praga (Textilia) | ZSJ Zbrojovka Brno (Sokol)         |
| 1951/52                                                      | ATK Praha                | ZSJ Spartak Auto Praga            | ZSJ Dynamo Slavia Praha            |
| 1952/53                                                      | ÚDA Praha (ATK)          | DSO Spartak AZKG Praha (Praga)    | DSO Dynamo Praha (Slavia)          |
| 1953/54                                                      | ÚDA Praha                | DSO Dynamo Praha                  | DSO Spartak AZKG Praha             |
| 1954/55                                                      | DSO Spartak AZKG Praha   | DSO Dynamo Praha                  | DSO Spartak Gottwaldov             |
| 1955/56                                                      | DSO Dynamo Praha         | DSO Spartak AZKG Praha            | DSO Slavia Brno                    |
| 1956/57                                                      | TJ Dynamo Praha          | TJ Spartak AZKG Praha             | TJ Slavia Brno                     |
| 1957/58                                                      | TJ Dynamo Praha          | TJ Spartak AZKG Praha             | TJ Spartak Gottwaldov              |
| 1958/59                                                      | TJ Dynamo Praha          | TJ Slavia VŠ Brno                 | TJ Spartak Sokolovo Praha (Sparta) |
| 1959/60                                                      | TJ Spartak AZKG Praha    | TJ Dynamo Praha                   | TJ Spartak ZJŠ Brno (Zbrojovka)    |
| 1960/61                                                      | TJ Dynamo Praha          | TJ Spartak AZKG Praha             | TJ Spartak ZJŠ Brno                |
| 1961/62                                                      | TJ Spartak AZKG Praha    | TJ Spartak ZJŠ Brno               | ?                                  |
| 1962/63                                                      | TJ Spartak AZKG Praha    | TJ Dynamo Praha                   | TJ Spartak ZJŠ Brno                |
| 1963/64                                                      | TJ Slavia Praha (Dynamo) | TJ Spartak AZKG Praha             | TJ Sparta ČKD Praha                |
| 1964/65                                                      | TJ Spartak ZJŠ Brno      | TJ Sparta ČKD Praha               | TJ Slavia Praha                    |
| 1965/66                                                      | TJ Spartak AZKG Praha    | TJ Slavia Praha                   | VTJ Dukla Bohdaneč                 |
| 1966/67                                                      | TJ Sparta ČKD Praha      | TJ Spartak AZKG Praha             | VTJ Dukla Bohdaneč                 |
| 1967/68                                                      | TJ Sparta ČKD Praha      | VTJ Dukla Bohdaneč                | TJ Sokol Disk Říčany               |
| 1968/69                                                      | TJ Slavia Praha          | TJ Praga (AZKG)                   | TJ Sparta ČKD Praha                |
| 1969/70                                                      | VTJ Dukla Přelouč        | TJ Sokol Disk Říčany              | TJ Vyškov                          |
| 1970/71                                                      | TJ Slavia Praha          | TJ Praga                          | TJ Vyškov                          |
| 1971/72                                                      | TJ Praga                 | VTJ Dukla Přelouč                 | TJ Zbrojovka Brno (Spartak)        |
| 1972/73                                                      | TJ Sparta ČKD Praha      | TJ Vyškov                         | TJ Slavia Praha                    |
| 1973/74                                                      | TJ Vyškov                | TJ Sokol Disk Říčany              | TJ Sparta ČKD Praha                |
| 1974/75                                                      | TJ Vyškov                | TJ Sparta ČKD Praha               | VTJ Dukla Přelouč                  |
| 1975/76                                                      | TJ Vyškov                | TJ Sparta ČKD Praha               | TJ Slavia Praha                    |
| 1976/77                                                      | TJ Vyškov                | TJ Tatra Smíchov                  | TJ Sparta ČKD Praha                |
| 1977/78                                                      | TJ Vyškov                | TJ Praga                          | TJ Tatra Smíchov                   |
| 1978/79                                                      | TJ Vyškov                | TJ Tatra Smíchov                  | TJ Praga                           |
| 1979/80                                                      | TJ Vyškov                | TJ Tatra Smíchov                  | TJ Zbrojovka Brno                  |
| 1980/81                                                      | TJ Vyškov                | TJ Praga                          | TJ Tatra Smíchov                   |
| 1981/82                                                      | TJ Praga                 | TJ Tatra Smíchov                  | TJ Vyškov                          |
| 1982/83                                                      | TJ Praga                 | TJ Vyškov                         | TJ Zbrojovka Brno                  |
| 1983/84                                                      | TJ Praga                 | TJ Vyškov                         | TJ Zbrojovka Brno                  |
| 1984/85                                                      | TJ Vyškov                | TJ Praga                          | TJ Zbrojovka Brno                  |
| 1985/86                                                      | TJ Praga                 | TJ Zbrojovka Brno                 | TJ Vyškov                          |
| 1986/87                                                      | TJ Praga                 | VTJ Dukla Přelouč                 | TJ Vyškov                          |
| 1987/88                                                      | TJ Praga                 | TJ Zbrojovka Brno                 | TJ Slavia Havířov                  |
| 1988/89                                                      | TJ Vyškov                | TJ Zbrojovka Brno                 | TJ Slavia Havířov                  |
| 1989/90                                                      | TJ Sparta ČKD Praha      | TJ Praga                          | VTJ Dukla Přelouč                  |
| 1990/91                                                      | RC Vyškov                | RC RealSpektrum Brno (Zbrojovka)  | TJ Praga                           |
| 1991/92                                                      | TJ Praga                 | RC Vyškov                         | RC RealSpektrum Brno               |
| 1992/93                                                      | RC Vyškov                | RC Říčany                         | RC RealSpektrum Brno               |

### Česko (od 1993)
| Sezóna  | Mistr                               | 2. místo                            | Finále                                                   | 3. místo                            |                                     |
| 1993/94 | RC Vyškov                           | RC Praga Praha                      | nehráno                                                  | RC Říčany                           |                                     |
| 1994/95 | RC Tatra Smíchov                    | RC Sparta Praha                     | nehráno                                                  | RC Vyškov                           |                                     |
| 1995/96 | RC Říčany                           | RC RealSpektrum Brno                | 6:9 a 23:6                                               | RC Sparta Praha                     |                                     |
| 1996/97 | RC Tatra Smíchov                    | RC Říčany                           | 21:10 (7:10)                                             | TJ Praga                            |                                     |
| 1997/98 | RC Sparta Praha                     | TJ Praga                            | 24:23 a 18:15                                            | RC Říčany                           |                                     |
| 1998/99 | RC Sparta Praha                     | RC Říčany                           | 18:5, 24:37, 13:6                                        | RC Tatra Smíchov                    |                                     |
| 1999/00 | RC Dragon Brno                      | JIMI RC Vyškov                      | 29:24, 3:44, 28:22                                       |                                     |                                     |
| 2000/01 | RC Říčany                           | TJ Praga                            | 15:11                                                    |                                     |                                     |
| 2001/02 | TJ Praga                            | RC Tatra Smíchov                    | 53:30 (15:9)                                             | RC Sparta Praha                     |                                     |
| 2002/03 | RC Tatra Smíchov                    | RC Říčany                           | 18:3 a 6:12                                              |                                     |                                     |
| 2003/04 | RC Říčany                           | JIMI RC Vyškov                      | 19:3 a 36:12                                             | RC Sparta Praha                     |                                     |
| 2004/05 | RC Říčany                           | RC Tatra Smíchov                    | 5:38, 23:20 a 36:7                                       | RC Sparta Praha                     |                                     |
| 2005/06 | RC Říčany                           | RC Tatra Smíchov                    | 7:10 a 12:6                                              | RC Sparta Praha                     |                                     |
| 2006/07 | RC Tatra Smíchov                    | RC Říčany                           | 13:12 a 19:3                                             | RC Sparta Praha                     |                                     |
| 2008    | RC Tatra Smíchov                    | RC Říčany                           | 17:9 (5:9)                                               |                                     |                                     |
| 2009/10 | RC Slavia Praha                     | RC Tatra Smíchov                    | 11:10 (3:3)                                              | RC Říčany                           |                                     |
| 2010/11 | RC Mountfield Říčany                | RC Slavia Praha                     | 21:10 (10:10)                                            | RC Praga Praha                      |                                     |
| 2011/12 | RC Mountfield Říčany                | RC Havířov                          | 25:11 (8:8)                                              | RC Slavia Praha                     |                                     |
| 2012/13 | RC Tatra Smíchov                    | RC Praga Praha                      | 39:20 (13:13)                                            | RC Dragon Brno                      |                                     |
| 2013/14 | RC Praga Praha                      | RC Sparta Praha                     | 23:10 (10:10) Archivováno 2. 6. 2015 na Wayback Machine. | RC Slavia Praha                     |                                     |
| 2014/15 | RC Praga Praha                      | JIMI RC Vyškov                      | 41:7 (20:7) Archivováno 2. 6. 2015 na Wayback Machine.   | RC Tatra Smíchov                    |                                     |
| 2015/16 | JIMI RC Vyškov                      | RC Tatra Smíchov                    | 29:20 (9:5) Archivováno 29. 6. 2016 na Wayback Machine.  | RC Praga Praha                      |                                     |
| 2016/17 | RC Sparta Praha                     | RC Tatra Smíchov                    | 20:6 (10:3)                                              | RC Praga Praha                      |                                     |
| 2018    | RC Tatra Smíchov                    | JIMI RC Vyškov                      | 30:19 (15:0)                                             | RC Sparta Praha                     |                                     |
| 2019    | RC Sparta Praha                     | RC Tatra Smíchov                    | 40:3 (21:3)                                              | RC Mountfield Říčany                |                                     |
| 2020    | Nedohráno kvůli pandemii covidu-19. | Nedohráno kvůli pandemii covidu-19. | Nedohráno kvůli pandemii covidu-19.                      | Nedohráno kvůli pandemii covidu-19. | Nedohráno kvůli pandemii covidu-19. |
| 2021    | RC Mountfield Říčany                | JIMI RC Vyškov                      | nehráno                                                  | RC Tatra Smíchov                    |                                     |
| 2022    | RC Mountfield Říčany                | RC Tatra Smíchov                    | 45:8 (19:3)                                              | RC Sparta Praha                     |                                     |

## Nejúspěšnější týmy
| Tituly | Klub                                                                 | Sezóny |
| ------ | -------------------------------------------------------------------- | --- |
| 17     | RC Praga Praha (LTC, Spartak AZKG)                                   | 1947/48, 1954/55, 1959/60, 1961/62, 1962/63, 1965/66, 1971/72, 1981/82, 1982/83, 1983/84, 1985/86, 1986/87, 1987/88, 1991/92, 2001/02, 2013/14, 2014/15 |
| 15     | RC Slavia Praha (Dynamo)                                             | 1929/30, 1930/31, 1932/33, 1933/34, 1934/35, 1935/36, 1955/56, 1956/57, 1957/58, 1958/59, 1960/61, 1963/64, 1968/69, 1970/71, 2009/10                   |
| 13     | JIMI RC Vyškov                                                       | 1973/74, 1974/75, 1975/76, 1976/77, 1978/79, 1979/80, 1980/81, 1984/85, 1988/89, 1990/91, 1992/93, 1993/94, 2015/16                                     |
| 9      | RC Mountfield Říčany                                                 | 1995/96, 2000/01, 2003/04, 2004/05, 2005/06, 2010/11, 2011/12, 2021, 2022                                                                               |
| 9      | RC Sparta Praha (Spartak Sokolovo, Spartak ČKD)                      | 1931/32, 1966/67, 1967/68, 1972/73, 1989/90, 1997/98, 1998/99, 2016/17, 2019                                                                            |
| 7      | RC Tatra Smíchov                                                     | 1994/95, 1996/97, 2002/03, 2006/07, 2008, 2012/13, 2018                                                                                                 |
| 5      | ÚDA Praha (ATK)                                                      | 1948/49, 1950/51, 1951/52, 1952/53, 1953/54 |
| 3      | RC Dragon Brno (Sokol Brno I., Spartak ZJŠ, Zbrojovka, RealSpektrum) | 1949/50, 1964/65, 1999/00 |
| 1      | VTJ Dukla Přelouč                                                    | 1969/70 |